# Depths of Wikipedia

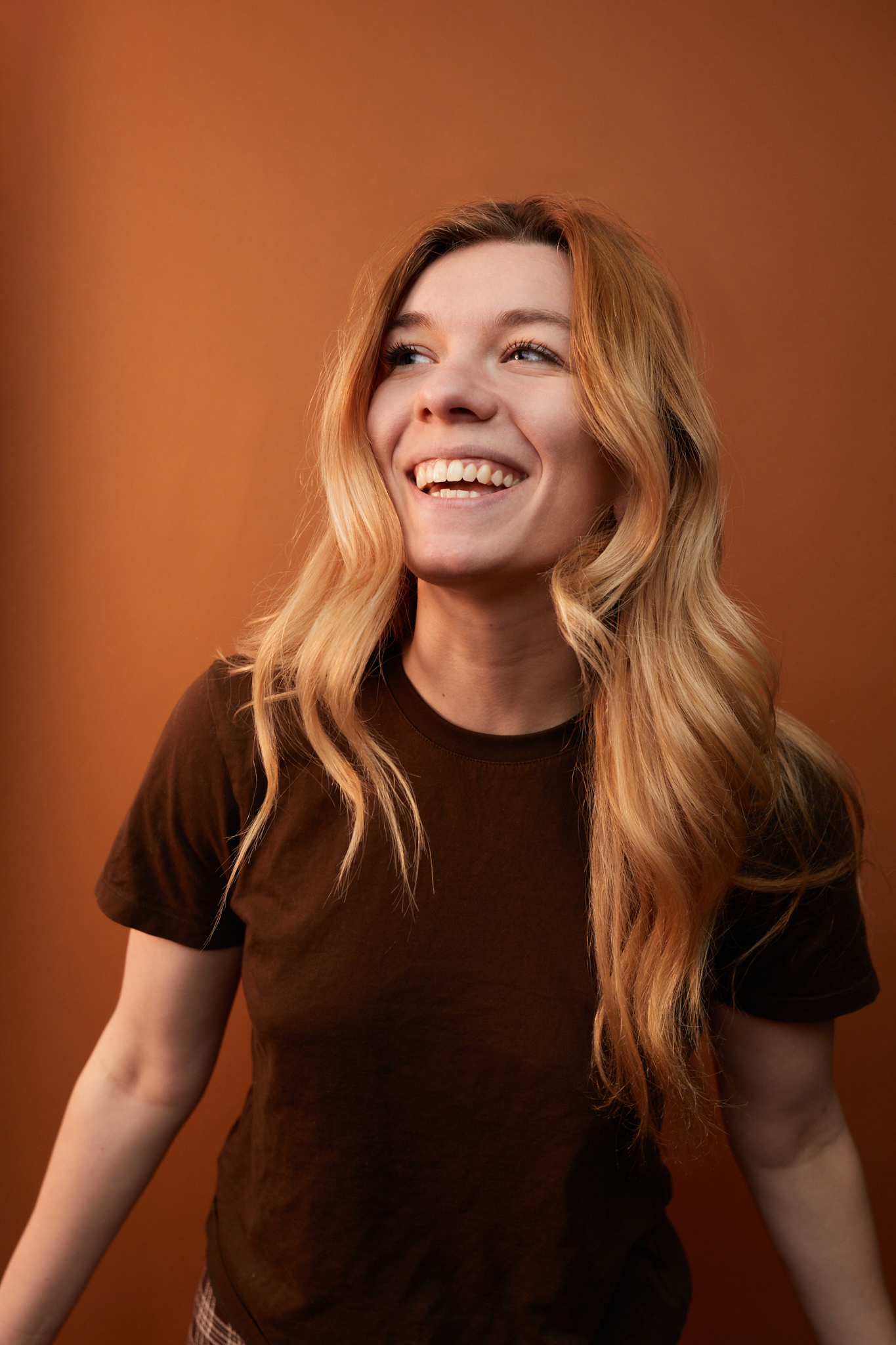
Zakladatelka Annie Rauwerda

Depths of Wikipedia (česky volně Hlubiny Wikipedie) je instagramový účet, který uvádí rozmanitá trivia z Wikipedie a projektů Wikimedia.

## Historie
Instagramový účet Depths of Wikipedia založila tehdejší studentka Michiganské univerzity Annie Rauwerda v roce 2020 během pandemie Covid-19. Účet tvoří zveřejněné screenshoty z Wikipedie s obskurními tématy, formulacemi či fenomény. První inspirací byly výstřižky z Wikipedie pro zin jejího kamaráda. Jedním z popisovaných fenoménů bylo například městský mýtus popisovaný jako převracení krav (cow tipping).

## Dosah
Podtitulem účtu je slogan „Wikipedia is Weird!“ Jak uvádí autorka, k Wikipedii i editorkám a editorům chová úctu a snaží se o její propagaci. V rozhovorech uvádí autorka cíl 10 tisích sledujících, v roce 2024 již účet dosahoval 1,4 milionu sledujících uživatelů sítě Instagram.